# Обвинцев, Алексей Анатольевич
Алексей Анатольевич Обвинцев (род. 16 октября 1964) — генерал-майор ВС РФ, начальник Военного института физической культуры в 2008—2018 годах, действующий заместитель директора Департамента образования, науки и международных отношений Министерства спорта Российской Федерации; доктор педагогических наук, профессор.

## Биография
Родился 16 октября 1964 года. В 1986 году окончил Новочеркасское высшее военное командное училище связи, в 1992 году — военно-педагогическое отделение Военного института физической культуры, а в 1999 году — адъюнктуру Военного института физической культуры (заочно). Судья республиканской категории по плаванию.
Мастер спорта СССР. С 1986 по 1988 годы — командир взвода дальней связи телеграфно-телефонной роты батальона обеспечения учебного процесса Новочеркасского высшего военного командного училища связи.
С 1988 по 1989 годы — командир взвода курсантов Новочеркасского высшего военного командного училища связи.
С 1992 по 2004 годы последовательно проходил службу от преподавателя до начальника кафедры физической подготовки и спорта Новочеркасского военного института связи.
С 2004 по 2008 годы — начальник физической подготовки и спорта Северо-Кавказского военного округа. Участник боевых действий на Северном Кавказе.
С 2008 по 2018 годы — генерал-майор, начальник Военного института физической культуры (ВИФК), президент Федерации армейского рукопашного боя России (ФАРБ России) (с 2015).
В 2022 году после ареста ректора Смоленского государственного университета спорта Георгия Греца назначен исполняющим обязанности ректора этого высшего учебного заведения, а спустя четыере месяца - ректором.

## Санкции
6 марта 2022 года после вторжения России на Украину подписал письмо в поддержу российской военной операции. С 9 июня 2022 года находится под персональными санкциями Украины за поддержку войны. Также был внесён ФБК в список коррупционеров и разжигателей войны за поддержку нападения на Украину, 16 марта 2022 года форумом свободной России внесён в «Список Путина» и доклад «поджигателей войны» с предложением введения против него международных санкций.

## Звания и награды
- Мастер спорта СССР.

Награждён государственными наградами:
- Орден Почёта[1] (2015)
- Медаль ордена «За заслуги перед Отечеством» I и II степеней[2][1]
- Медаль «За воинскую доблесть» Министерства обороны РФ I и II степеней
- Медаль «За отличие в военной службе» Министерства обороны РФ I, II и III степеней
- Медаль «70 лет Вооружённых Сил СССР»
- всего 12 ведомственных медалей

## Семья
Женат. Есть сын и дочь.